# Damga Point
Der Damga Point (englisch; bulgarisch нос Дамга nos Damga) ist eine felsige Landspitze an der Westküste der Astrolabe-Insel in der Bransfieldstraße nordwestlich der Trinity-Halbinsel des Grahamlands auf der Antarktischen Halbinsel. Sie markiert 1,58 km südlich des Raduil Point, 1,2 km südwestlich des Petleshkov Hill und 3,1 km nordwestlich des Sherrell Point die nordwestliche Begrenzung der Einfahrt zur Mokren Bight.
Deutsche und britische Wissenschaftler kartierten sie 1996 gemeinsam. Die bulgarische Kommission für Antarktische Geographische Namen benannte sie 2018 nach einem Berg im bulgarischen Rilagebirge.